# Prva istarska brigada "Vladimir Gortan"
Prva istarska brigada "Vladimir Gortan" je bila postrojba Narodnooslobodilačke vojske Hrvatske. Osnovana je 23. rujna 1943. godine. Nosila je ime hrvatskog antifašiste Vladimira Gortana.  
Prva joj je borbena zadaća bila 25. rujna u mjestašcu Vodnjanu, udaljenom 15 km; potom je djelovala dalje na području juga Istre. Nakon njemačke "Rommelove ofenzive" (službeno: "Operacija Volkenbruch", u njoj je izginulo oko dvije i pol tisuće istarskih ustanika) jedinica je razbijena, da bi 1. travnja 1944. godine bila obnovljena: preformirana brigada ima 683 borca; do svibnja iste godine raste na 1.052 pripadnika. Odmah to ljeto izbija ona u područje središnje Istre, gdje se uspješno upušta u teške borbe s Talijanima (snage Mussolinijeve Talijanske Socijalne Republike) i Nijemcima. Brigada sudjeluje u borbama po drugim krajevima Hrvatske - u Gorskom kotaru i Lici; također u Sloveniji na području Postojne.  
Koncem 1944. godine ova je brigada ušla u sastav 43. istarske divizije. U borbama je sudjelovala sve do konca Drugog svjetskog rata.  
Brigada je od ponovnog formiranja u travnju 1944. godine do kraja rata imala 180 poginulih 432 ranjenih i 37 nestalih boraca. Prema vlastitoj evidenciji brigada je nanijela neprijateljskim snagama osjetno veće gubitke, od onih koje je sama pretrpjela - 2.018 mrtvih, 1.274 ranjenihi 943 zarobljenih vojnika. Tijekom borbenih aktivnosti, brigada je zaplijenila 1069 pušaka, 82 puškomitraljeza, 92 automata, 79 pištolja, 7 lakih minobacača, 1 teški minobacač, 2 protuavionska mitraljeza, 8 topova kali 20 mm. 10 topova kalilba 88 mm. 20 bicikla, 6 motocikla, 38 motornih vozila i 80 konja, uz veliku količinu stjeljiva i ostalog materijala. Uništila je ili oštetila 18 lokomotiva, 65 vagona, 1 motorni vlak, 28 motornih šinskih vozila, 9 mostova, te veći broj bunkera.  
U Žminju, nedaleko od župne crkve svetog Mihovila, nalazi se spomen-ploča ovoj brigadi.

## Vanjske poveznice
- "Istarska svitanja", Vladimir Kolar, "Narodna armija" Beograd, 1968., (knjiga, 180 stranica)